# Ельфріт
Ельфріт або Альхфріт (*Ealhfrith, Alcfrith, д/н — після 664) — король Дейри у 655—664 роках.

## Життєпис
Походив з династії Еоппінгів. Син Освіу, короля Берніції, та бриттської принцеси Ріайнмельт Регедської. Освіу не дуже шанував сина, проте оженив на доньці Пенди, короля Мерсії.
Під час війни з Етельвальдом, королем Дейри, у 655 році Ельфріт приєднався до війська батька у протистоянні з Етельвальдом і Пендою Мерсійським, союзника Етельвальда. Після перемоги Освіу в битві при Вінведі, Ельфріт отримав королівства Дейра як васал батька. Збереглися відомості про те, що Ельфріт просив батька відпустити його в паломництво в Рим разом з єпископом Бенедиктом, але дістав відмову.
Поступово Ельфріт став намагатися здобути незалежність. Для цього уклав союз з Кенвалом, королем Вессекса. Останній порекомендував йому єпископа Вільфреда, який був прихильником римського християнства. З 658 року Ельфріт на своїх землях став впроваджував принципи католицтва на противагу кельтському християнству, на позиціях якого стояв Освіу.
У 664 році Ельфріт брав участь у роботі синоду в Вітбі, на якому розглядався подальший розвиток християнства в Нортумбрії. Завдяки Ельфріту на синоді перемогли прихильники єпископа Вільфріда. Ймовірно, незабаром він організував якусь змову проти батька і був повалений. Замість нього поставлено королем Дейри брата Егфріта. Подальша доля Ельфріта невідома.